# Siblu
Le groupe Siblu est un groupe d'hôtellerie de plein air qui possède, exploite et gère vingt-trois villages de plein air en France et cinq villages aux Pays-Bas. Le groupe a été fondé en 1975.
Les sites sont majoritairement classés 4 étoiles,.
Siblu a deux activités distinctes : la location de courts ou longs séjours en mobil-homes ; la vente de résidences mobiles sur ses villages via une offre clés en main intégrée, avec possibilité d’inclure la gestion locative.
La location de courts ou longs séjours en mobil homes représente en moyenne plus de 115 000 vacanciers et 1 million de nuitées par an[réf. nécessaire].

## Historique
- 1975 - Début de l’activité vente de vacances en France en tant que voyagiste sous le nom Freshfields (Groupe Rank).
- Fin 1981 - La marque Haven (connue à cette date sous le nom Eurovax) achète les deux villages de plein air : Les Charmettes et Le Lac des Rêves.
- 1986 - Le Groupe Rank fait l’acquisition de Haven et donc des deux villages cités précédemment (premiers parcs en propriété) - Début de l’activité vente de mobil homes.
- 1994 - Haven devient Haven Europe (Groupe Rank).
- 1995 - Haven Europe achète Le Domaine de Kerlann (Bretagne).
- 1998 - Haven Europe achète Le Bois Masson et Le Bois Dormant (Vendée).
- 1999 - Acquisition de trois nouveaux villages : La Carabasse (Languedoc), La Pignade (Charente-Maritime) et La Réserve (Aquitaine).
- 2000 - Le Groupe Rank vend Haven Europe à Bourne Leisure.
- 2003 - Haven Europe change progressivement de nom. Coexistence des deux noms de marque : Haven Europe et Siblu pendant quatre ans.
- Fin 2004 - Bourne Leisure vend Siblu/Haven Europe à un groupe d’investisseurs anglais.
- 2006 - Opération de refinancement de 150 millions d’euros (Hermes Private Equity)
- 2007 - Acquisition de quatre nouveaux villages : Les Pierres couchées (Loire-Atlantique), Domaine de Dugny (Loir-et-Cher), Domaine de Litteau (Calvados) et Le Montourey (Var).
- 2008 - Deux nouvelles acquisitions : Bonne Anse Plage (Charente-Maritime) et Les Sables du Midi (Languedoc).
- 2012 - Acquisition des Rives de Condrieu, un camping situé en Rhône Alpes
- 2017 - Intégration du site des Dunes de Contis situé dans les Landes
- 2018 - Acquisition du camping Le Mar Estang à Canet-en-Roussillon (Pyrénées-Orientales) et Le Conguel à Quiberon (Morbihan)
- Fin 2018 - Acquisition du premier camping à l'international : De Oase à Renesse (Zeeland, Pays-Bas)[6]
- 2019 - Deux nouvelles acquisitions : Camping in de Bongerd à Oostkapelle (Zeeland, Pays-Bas) et Les Viviers (Gironde)[7].
- Fin 2019 - Naxicap Partners devient l’actionnaire majoritaire de Siblu
- 2023 - Acquisition du camping La Plage à Mimizan (Landes)